# Національна премія України імені Тараса Шевченка — лауреати 2011 року
Список лауреатів Національної премії України імені Тараса Шевченка за 2011 рік
| Номінація                              | Лауреат | Обґрунтування |
| -------------------------------------- | --- | --- |
| Концертно-виконавська діяльність       | Забіляста Лідія Леонідівна | за оперні партії Інгігерди «Ярослав Мудрий» Георгія Майбороди, Турандот «Турандот» Джакомо Пуччіні, Амелії «Бал-маскарад» Джузеппе Верді у Національній опері України імені Тараса Шевченка та концертні програми українських народних пісень та романсів |
| Література                             | Шкляр Василь Миколайович | за роман «Залишенець» («Чорний ворон») |
| Літературознавство і мистецтвознавство | Горак Роман Дмитрович Гнатів Микола-Ярослав Миколайович | за книгу «Іван Франко» |
| Образотворче мистецтво                 | — | |
| Театральне мистецтво                   | Дядюра Микола Володимирович (диригент-постановник) Солов'яненко Анатолій Анатолійович (режисер-постановник) Магера Сергій Ігорович (виконавець партії Оровезо) Крамарєва Оксана Юріївна (виконавиця партії Норми) | за оперу «Норма» у Національній опері України імені Тараса Шевченка |

Премія у кожній номінації склала 250 тисяч гривень.
У таємному голосуванні Комітету з Національної премії України імені Тараса Шевченка не брали участь Богдан Ступка та Вадим Писарєв.
4 березня 2011 року Василь Шкляр звернувся до президента Віктора Януковича із заявою, у якій просив «врахувати в Указі з нагоди нагородження лауреатів Шевченківської премії моє прохання про перенесення нагородження мене Шевченківською премією на той час, коли при владі в Україні не буде українофоба Дмитра Табачника»
В указі Президента України В. Ф. Януковича № 275/2011 від 4 березня 2011 року «Про присудження Національної премії України імені Тараса Шевченка» Василь Шкляр не згадується.